# Malaxis buchtienii
Malaxis buchtienii är en orkidéart som först beskrevs av Rudolf Schlechter, och fick sitt nu gällande namn av Eric Alston Christenson. Malaxis buchtienii ingår i släktet knottblomstersläktet, och familjen orkidéer.
Artens utbredningsområde är Bolivia. Inga underarter finns listade i Catalogue of Life.